# Gorgona, Italien

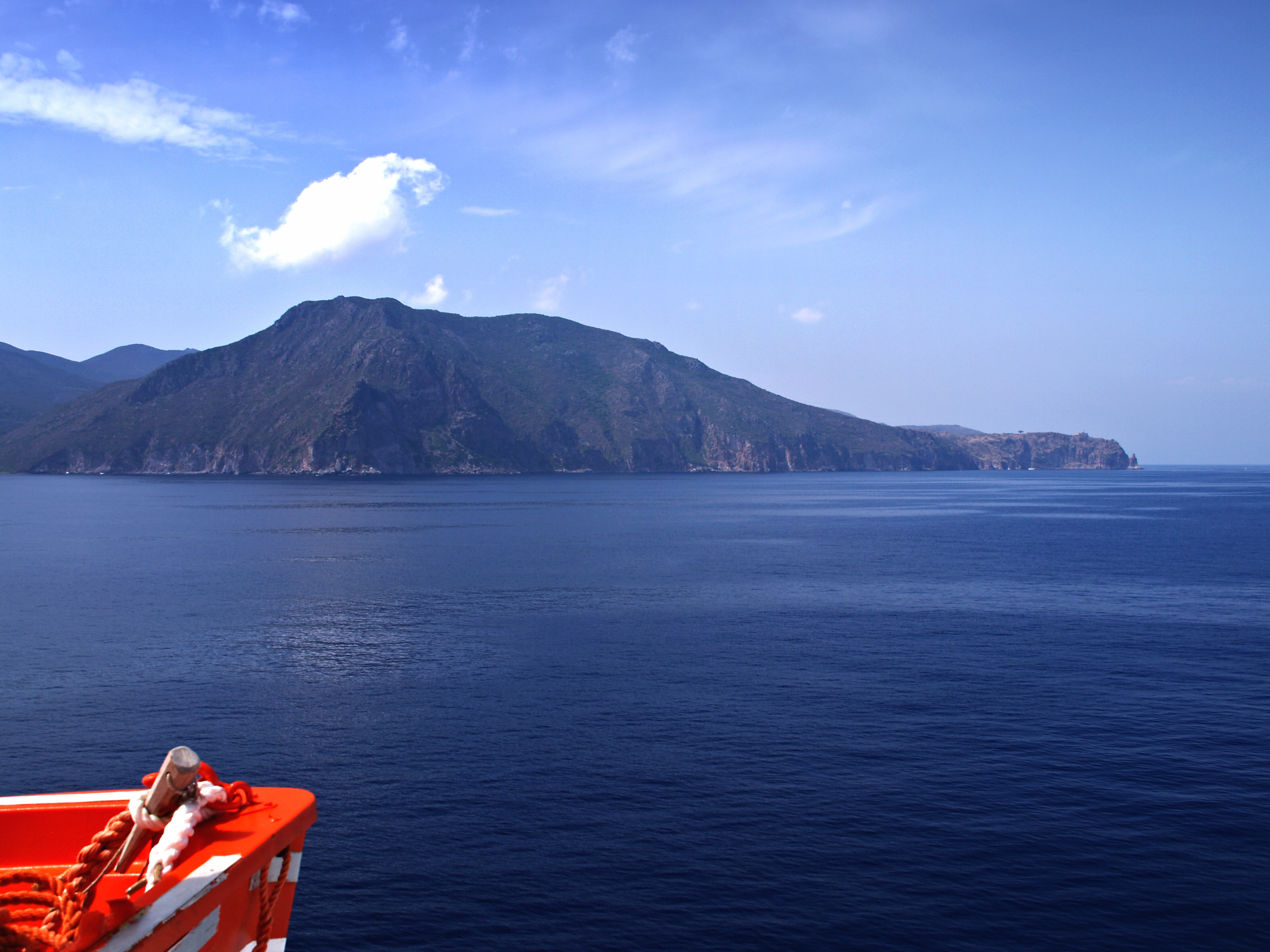

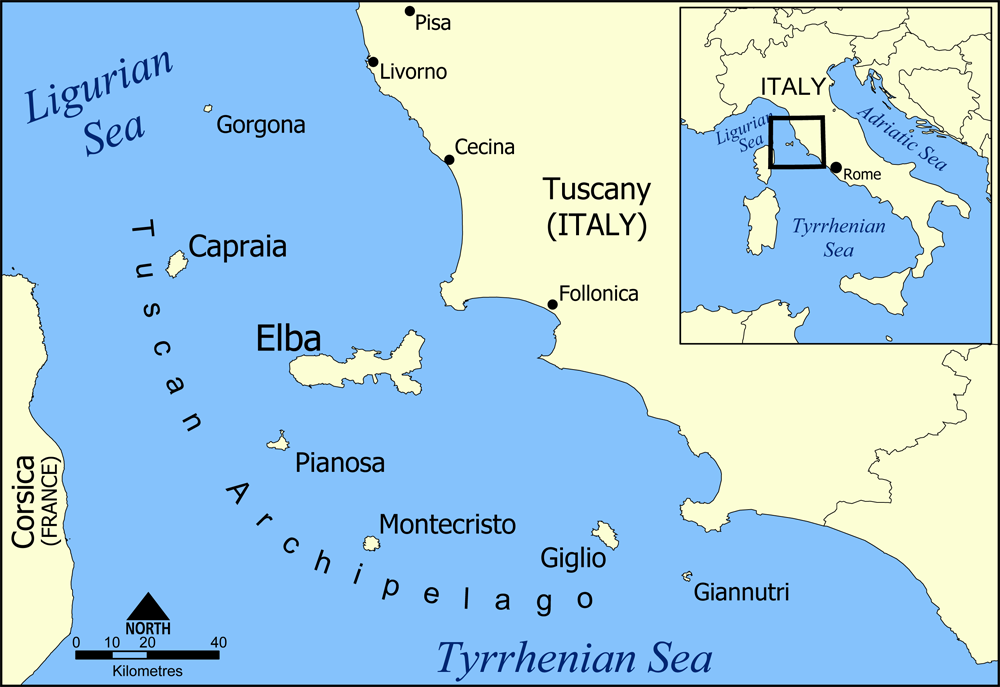
Gorgonas läge i den toskanska arkipelagen.

Gorgona är en 2,23 km² stor ö som ingår i den toskanska arkipelagen. Det är den nordligaste och minsta av de sju öarna och är belägen i Liguriska havet mellan Italien och Korsika, ca 34 km västsydväst om den italienska kuststaden Livorno. Gorgona är en bergig ö med en högsta punkt som mäter 225 meter över havet. På ön växer mestadels pinjeträd och på ställen överväxt av macchia. Sedan 1869 finns här en fångvårdsanläggning, varför det krävs specialtillstånd för att landstiga ön, vilket under sommarmånaderna ges till mindre, föranmälda turistsällskap. 
Gorgona är ett av fem ställen i världen där man kan hitta fågelarten korsikansk siska (Serinus corsicanus).